# Röllingsen

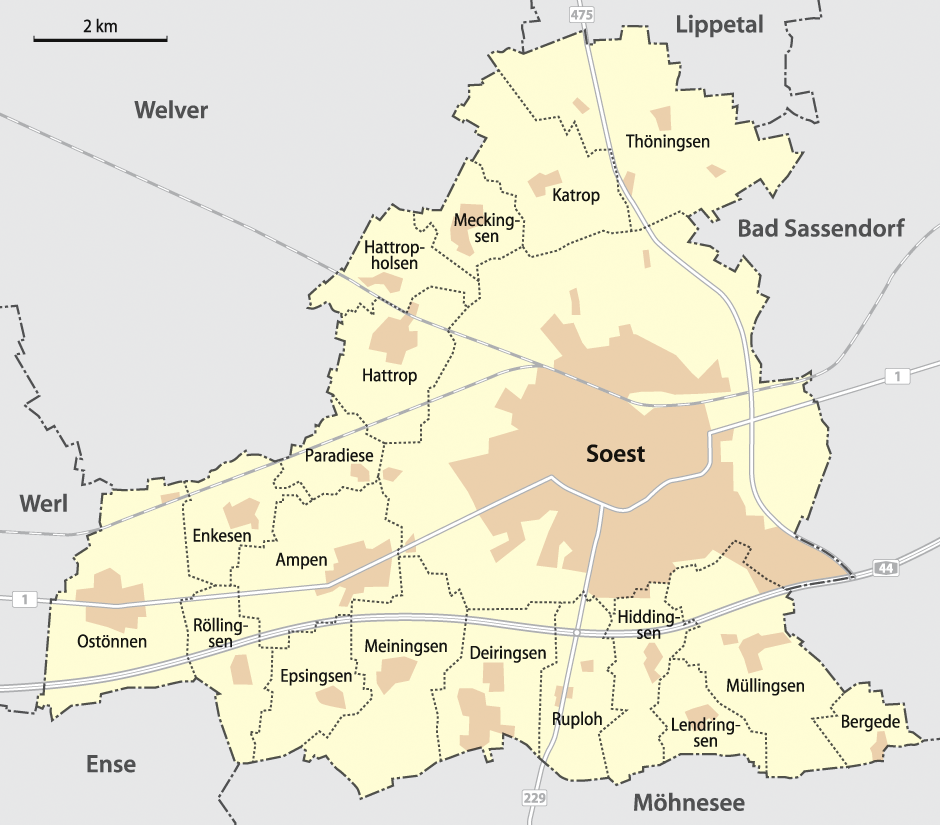
Soest und seine Ortsteile

Röllingsen ist ein Ortsteil von Soest in Westfalen. Es liegt südwestlich von Soest, benachbart sind im Osten Epsingsen, im Nordosten, jenseits der BAB 44, Ampen, mit dem Röllingsen seit alters her durch den Röllingser Graben verbunden ist, im Norden Enkesen (bei Paradiese), im Nordwesten Ostönnen und im Westen den Enser Ortsteil Sieveringen. Röllingsen hat mit dem benachbarten Epsingsen einen gemeinsamen Ortsvorsteher.

## Geschichte
Röllingsen wird urkundlich das erste Mal im Jahre 1232 mit dem Namen Rollenchusen erwähnt. Diese Erwähnung erfolgte anlässlich des Verkaufes einer Hufe in Lütgenampen an das Hohe Hospital in Soest. Der Name bedeutet so viel wie „bei den Häusern der Leute des Hrōdilo“, wobei Hrodilo (Ruodilo) ein altdeutscher Personenname ist.
Aufgrund des Soest/Beckum-Gesetzes wurde Röllingsen am 1. Juli 1969 in die Kreisstadt Soest eingegliedert. Nach dem Übergang an die Stadt Soest gehörte das Dorf zur Oberbörde.

### Einwohnerentwicklung
| Jahr | Ew. |
| ---- | --- |
| 1933 | 83  |
| 1939 | 76  |
| 1961 | 100 |
| 1998 | 81  |
| 2005 | 83  |
| 2008 | 86  |

## Belege
1. ↑  http://www.soest.de/touristinfo/117040100000022907.php@1@2Vorlage:Toter+Link/www.soest.de+(Seite+nicht+mehr+abrufbar,+festgestellt+im+Mai+2019.+Suche+in+Webarchiven) Datei:Pictogram+voting+info.svg Info:+Der+Link+wurde+automatisch+als+defekt+markiert.+Bitte+prüfe+den+Link+gemäß+Anleitung+und+entferne+dann+diesen+Hinweis. Stichwort "Röllingsen"
2. ↑  Michael Flöer, Claudia Maria Korsmeier: Die Ortsnamen des Kreises Soest (= Westfälisches Ortsnamenbuch (WOB), Band 1). Verlag für Regionalgeschichte, Bielefeld 2009, ISBN 978-3-89534-791-7, S. 381 (Digitalisat).
3. ↑  Martin Bünermann: Die Gemeinden des ersten Neugliederungsprogramms in Nordrhein-Westfalen. Deutscher Gemeindeverlag, Köln 1970, S. 92.
4. 1 2 3 4 5  Infoblatt 2010 (Memento des Originals vom 14. Mai 2011 im Internet Archive)  Info: Der Archivlink wurde automatisch eingesetzt und noch nicht geprüft. Bitte prüfe Original- und Archivlink gemäß Anleitung und entferne dann diesen Hinweis. (PDF; 78 kB)
5. ↑  Martin Bünermann, Heinz Köstering: Die Gemeinden und Kreise nach der kommunalen Gebietsreform in Nordrhein-Westfalen. Deutscher Gemeindeverlag, Köln 1975, ISBN 3-555-30092-X, S. 242.